# Газел
Газел (арапски јез. غزل, Ġаzal), арапска љубавна песма, врста љубавног песништва.

## Историјат
Газел је арапска љубавна песма, претеча арапског газела је увод касиде, који се називао несиб, а у којем песник описује своју тугу због раздвајања од вољене особе.
Свој процват као посебан литерарни род газел доживљава у 7. и 8. веку у Меки и Медини, где га је неговала аристократија. У овом периоду газел се бави односом према вољеној жени у реалистичком и осећајном маниру.
У периоду од 8-9. века у ирачким градовима се развија газел који има дворско-витешки карактер у којем је обожавана жена приказана као далеки, недостижни идеал.

### Газел у Шпанији
У муслиманској Шпанији газел се даље развија у строфично песништво, а песме су се често изводиле уз музику и спеване по наруџби за музичаре.

#### Газел у Персијској књижевности
Газел се јавља и у персијској књижевности.
Газел се у персијској књижевности појавио у 9. веку. Претпоставља се да газел у персијској књижевности води порекло од персијских народних песама, мада се не искључује веза са арапским газелом.
Разлика између арапског и персијског газела је у томе што је у арапском газелу тематика искључиво љубавна, док је персијски газел лирска песма.
Газел у Персији је имао свој процват између 13-16. в.
Најистакнутији песник газела је Хафиз.